# Fałszywe Folio

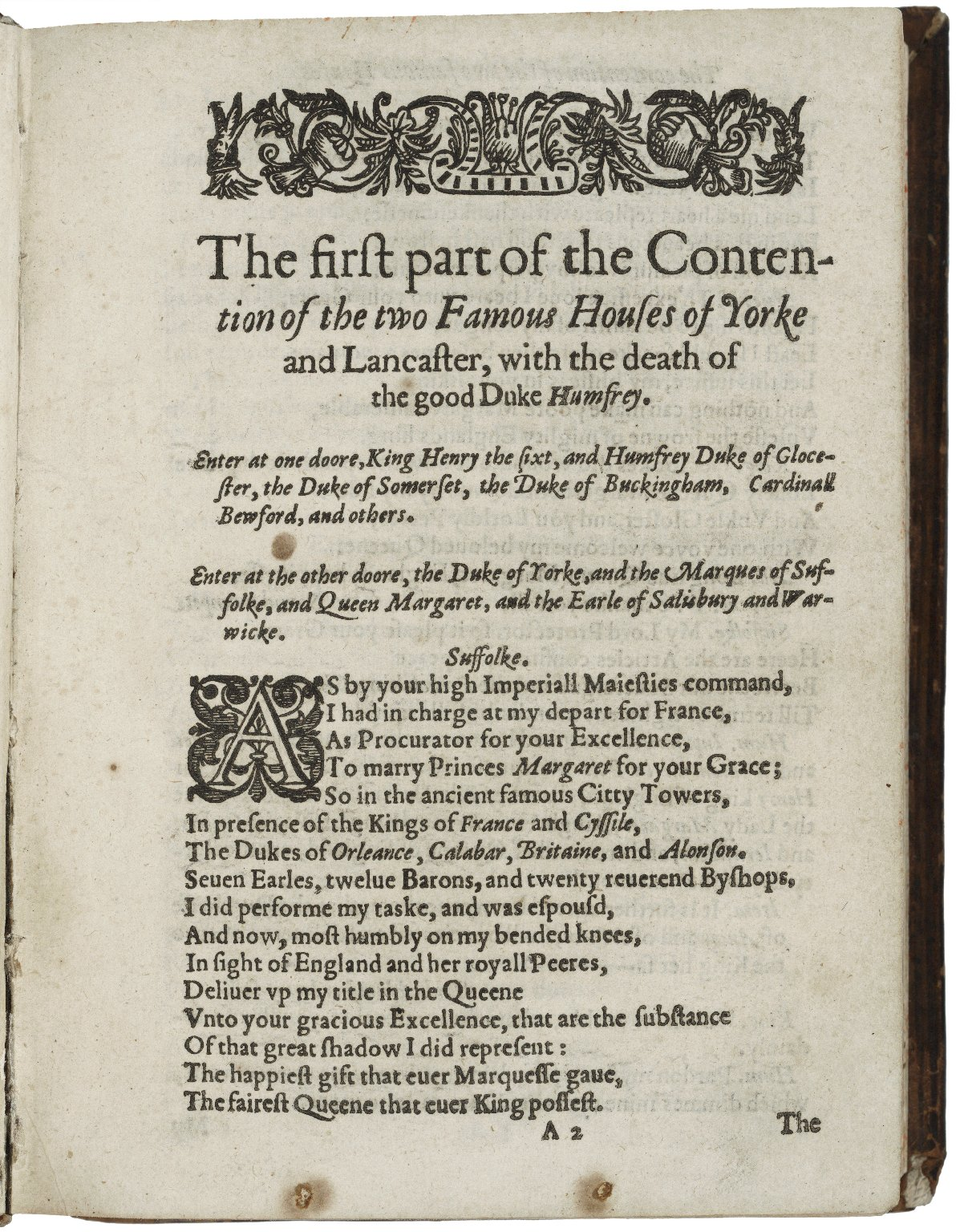
Strona tytułowa Henryka VI, cz. 2 z Fałszywego Folio

Fałszywe Folio – termin, którym określa się pierwszą próbę wydania zbioru dzieł Williama Shakespeare’a w 1619 roku.
Zawiera dziesięć sztuk, nie wszystkie jednak są autorstwa pisarza ze Stratfordu. Termin Fałszywe Folio jest przeciwieństwem dla Pierwszego Folio. Jego wydawca, William Jaggard, nie posiadał praw do przedruku dużej części tych dzieł.
W skład tego zbioru wchodziły następujące sztuki:
- Henryk V
- Wesołe kumoszki z Windsoru
- Król Lear
- Kupiec wenecki
- Sen nocy letniej
- Perykles, książę Tyru
- Sir John Oldcastle (współcześnie autorstwo przypisywane innym autorom)
- A Yorkshire Tragedy (współcześnie autorstwo przypisywane Thomasowi Middletonowi)
- The Whole Contention Between the Two Famous Houses, Lancaster and York - była to główna innowacja tego wydania; połączone zostały dwie sztuki, o tematyce związanej z wojną Dwóch Róż: Henryk VI, część 2 i Henryk VI, część 3.